# Jorge Montoya Pérez
Jorge Eduardo Montoya Pérez (Lima, 1 de agosto de 1966) es un militar y teniente general retirado de la Fuerza Aérea del Perú. Fue Ministro del Interior desde el 15 de julio de 2020 hasta el 9 de septiembre del mismo año del Gobierno de Martín Vizcarra.

## Primeros años
Nació en Lima el 1 de agosto de 1966. Egresado de la Escuela de Oficiales de la FAP con el grado de Alférez en 1982, es piloto de caza y licenciado en Ciencias de la Administración Aeroespacial de la institución. Habilitado operacionalmente en CESSNA T-37C y A-37B, Dragonfly, Aermacchi MB-339A, Mirage M-5 y Mirage 2000 P/DP, es también magíster en Relaciones Industriales con mención en Gerencia de Recursos Humanos de la Universidad Nacional de San Agustín de Arequipa, egresado del Programa de Alta Dirección, Dirección General y Liderazgo-PAD de la Universidad de Piura y cuenta con una maestría en Gobernabilidad por parte del Instituto de Gobierno de la Universidad de San Martín de Porres.

## Carrera militar
Ejerció como comandante del Grupo Aéreo 4 de la Fuerza Aérea del Perú, agregado de Defensa y Aéreo de Perú en la República de Colombia, director del Hospital Central FAP y director de Sanidad de la FAP. Asimismo, se desempeñó como director general de Educación y Doctrina de la Escuela de Oficiales de la Fuerza Aérea del Perú y director general de Personal de la FAP. En el 2016, Montoya fue condecorado con la Orden Gran Cruz por servicios excepcionales y meritorios en beneficio de la FAP.

## Ministro del Interior
El 15 de julio de 2020 durante la pandemia por COVID-19 en Perú, juró como ministro del Interior ante el presidente Martín Vizcarra conformando parte del gabinete presidido por Pedro Cateriano. Semanas después, tras la renuncia presentada por Cateriano a la presidencia del Consejo de Ministros al no poder recibir la confianza del Congreso de la República, el teniente general fue ratificado en su cargo el 6 de agosto del mismo año ante la llegada de Walter Martos al premierato.

### Tragedia de la discoteca Thomas Restobar
El 22 de agosto de 2020 sucedió la tragedia de la discoteca Thomas Restobar, en la que trece personas murieron asfixiadas al producirse una estampida en medio de un operativo policial realizado en pleno estado de emergencia, en el que se prohíbe la reunión de personas a causa de la pandemia del COVID-19.
La versión original de la policía fue que al momento de la intervención, la aglomeración de personas en la puerta del local provocó el cierre de esta, ocasionando la asfixia de las personas. Esta versión fue asumida como verdadera por el ministro Montoya durante una conferencia de prensa. Luego se supo que la puerta fue cerrada por un policía y que otro trató de manipular los videos de las cámaras de seguridad del local para ocultar la verdad. Montoya reconoció que le habían mentido. El escándalo ocasionó cuestionamientos al ministro, y su renuncia, a pedido del mismo presidente.
El 10 de septiembre de 2020 juró como nuevo ministro del Interior el general PNP en retiro César Gentille Vargas.

## Reconocimientos
- 2016. Orden al mérito por servicios distinguidos en el grado de Gran Cruz en beneficio de la Fuerza Aérea del Perú